# STEM
Az angol science, technology, engineering and mathematics (korábban SMET), a STEM mozaikszó a tudományos-technológiai tudományágak (természettudomány, technológia, mérnöki tudomány és matematika) és a kapcsolódó tanfolyamok megjelölésére szolgál.   
A tanfolyamok STEM-ként történő besorolása számos, nemcsak oktatási területhez kapcsolódik, hanem egyes államokban a honvédelem, a bevándorlás és a nemek közötti egyenlőtlenségek kiküszöbölése témájához is.
A rövidítés az USA Nemzeti Tudományos Alapítványa, az NSF leendő igazgatója, Rita R. Colwell által szervezett konferenciája után terjedt el: Peter Faletra volt az, aki ebben az összefüggésben javasolta a SMET rövidítés STEM-re cserélését, ezt elfogadták, Colwell aztán ezt ajánlotta az NSF-nek.

## A STEM fogalmának megszületése
A 2000-es évek elejétől kezdve az Egyesült Államokban az oktatás és a munkaerő megbeszélésein felmerült az innovációhoz és a jóléthez szükséges tudományágak csoportjának koncepciója. Például az USA Nemzeti Tudományos, Mérnöki és Orvostudományi Akadémiáinak egyik fő jelentése (Rising Above the Gathering Storm), amellett, hogy megismételte a STEM tudományágak fontosságát az amerikai gazdasági fejlődés szempontjából, elítélte, hogy az amerikai hallgatók nem érték el ugyanazokat az eredményeket, mint más országokban, ami károsította volna a megfelelő képzett munkaerő nélkül maradt gazdasági rendszert. Ebben az időszakban a fent említett félelmeket megerősítette két fontos nemzetközi statisztikai elemzés eredménye a hallgatók természettudományi és matematikai felkészültségének szintjéről, a PISA és a TIMSS-tesztek (Trends in International Mathematics and Science Study), amelyek feltárták az amerikai iskolákban a gyengébben teljesítő tanulók magas arányát. Ezen a ponton számos vizsgálatot végeztek az iskolarendszer hibáinak és a legjobb stratégia megértése érdekében, hogy a hallgatók felkészültségét úgy emeljék, hogy készen álljanak a munkaerőpiac és az egyetemi oktatás igényeinek kielégítésére.
Pennsylvaniában néhány kutató ezt a rövidítést használta egy interdiszciplináris megközelítés meghatározására, amelyben a hallgatókat arra ösztönzik, hogy hozzanak létre kapcsolatokat a technikai-tudományos diszciplínák tanulmányozása során szigorúan megismert elképzelések és a konkrét valóság között, amelyek révén felkészülnek az úgynevezett új gazdaságra. Ezen túlmenően, a STEM-foglalkozás jelentésének tisztázása érdekében az amerikai állami tisztviselők egy csoportja találkozott, és 96 szakmát azonosított saját szakterületeikre bontva, köztük néhány társadalomtudományt, amelyeket más meghatározásokból kizártak.

## STEM és a munkaerőpiac
A huszadik század közepe óta a kormányok számára sok fejlett országban problémát jelentett az oktatás területén az említett tudományágak fejlesztése, később ezt a fogalmat foglalta össze a rövidítés. Ezt bizonyítja részvételük, kezdve 2000-es évek elejétől, sok országban a hallgatók tudományos-matematikai képességeinek rendszeres felmérésére, például a PISA- tesztekre. A hangsúly nemcsak az e területeken tanuló hallgatók felkészültségének általános szintjén van, hanem azon személyek százalékos arányán is, akik a STEM-tanításokkal kapcsolatos szakirányú tanfolyamokon vesznek részt, valamint azon társadalmi hajlandóságokra, amelyek általában alulreprezentáltak, például hogy nők végezzenek ilyen típusú tanulmányokat. Az Amerikai Egyesült Államokban, Európában és különféle egyéb viszonylatokban ezért szükség volt olyan speciális oktatási programok létrehozására, amelyek lehetővé teszik a hallgatók számára, hogy szembenézhessenek a gazdasági rendszer igényeivel, esetleg közös nemzetközi stratégiák révén, és kapcsolatokat építsenek ki a képzés a STEM szakterületein és a kapcsolódó foglalkoztatási lehetőségeken.
Noha a STEM-nek nincs egyetlen meghatározása, egyes statisztikák azt mutatják, hogy 2000-től 2010-ig az Egyesült Államokban az ezekhez a tudományterületekhez kapcsolódó munkahelyek növekedése háromszor nagyobb volt, mint a többi munkaköré, bár egyes amerikai vállalatok még mindig küzdenek azért, hogy speciális személyzetet találjanak különbség nélkül férfiak és nők, valamint különböző etnikai csoportok között.
Az Egyesült Államokban a 2000-es évek első két évtizedében a tanulmányi eredményekre és az iskolai végzettségre vonatkozó kutatás azt mutatta, hogy a nők általában nagyobb arányban fejezik be tanulmányaikat, mint a férfiak, és átlagosan magasabb tudományos fokozattal rendelkeznek mind a bölcsészettudományban, mind a természettudományban, ellentétben a STEM-típusú egyetemi tanulmányokban a férfiak jelentős prevalenciájával. Az ország nemek közötti különbsége csökken (kevesebb mint 5%-ra) a következő országokban: Finnország, Svédország, Szlovénia, Indonézia, Oroszország, az OECD tagjai. 

## Egyéb projektek
- Wikiversità contiene risorse su STEM
- Wikimedia Commons contiene immagini o altri file su STEM

## Fordítás
Ez a szócikk részben vagy egészben  a   STEM című olasz Wikipédia-szócikk ezen változatának fordításán alapul.  Az eredeti cikk szerkesztőit annak laptörténete sorolja fel. Ez a jelzés csupán a megfogalmazás eredetét és a szerzői jogokat jelzi, nem szolgál a cikkben szereplő információk forrásmegjelöléseként.